# Bal Mabille

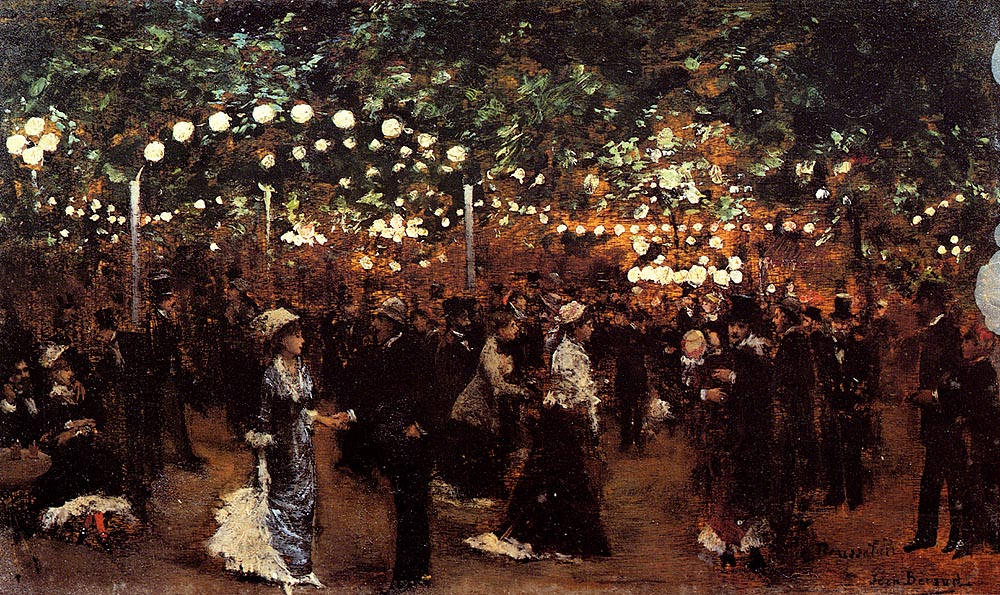
El Bal Mabille por Jean Béraud

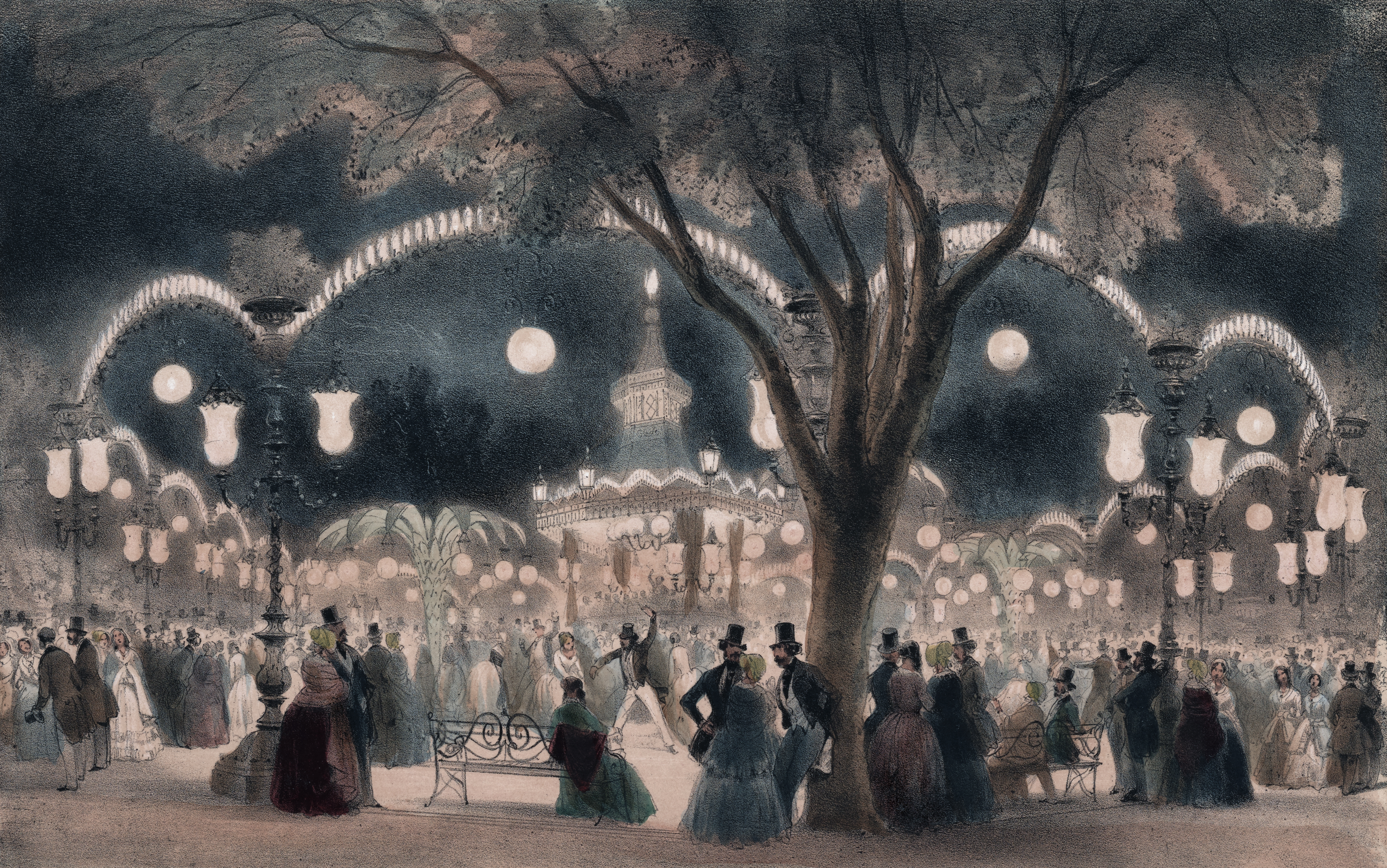
Bal Mabille en una litografía de 1858

El Bal Mabille, también conocido como Jardin Mabille, fue una popular sala de baile al aire libre ubicada en lo que hoy es la Avenida Montaigne en París, extendiéndose entre los números 49 al 53 de la actual numeración de calles. Fue inaugurado en 1831, cuando la zona todavía era mayoritariamente rural y cerrado en 1875. En estos bailes se popularizaron tanto la polka como el can-can .

## Historia
El Bal Mabille fue inaugurado en 1831 por Monsieur Mabille, un profesor de danza, y originalmente estaba destinado únicamente a ser usado por sus alumnos. Posteriormente se abrió al público y en 1844 sus hijos decidieron remodelarlo como una especie de jardín encantado, con senderos de arena, césped, árboles y arbustos, galerías y una gruta. Estaba equipado con 3.000 lámparas de gas, muy modernas para la época, y así podía permanecer abierto después del anochecer. Globos de vidrio de colores iluminaban las áreas debajo de los árboles, y entre ellos colgaban hileras de luces y candelabros. Había un área con techo para protegerse de la lluvia, y el terreno contenía un pabellón chino, palmeras artificiales y un tiovivo. El escritor Charles Monselet lo describió como "dorado de arriba a abajo: árboles, bancos, jarrones, flores ... la naturaleza brillando en oro, plata y piedras preciosas". 
El precio de la entrada era elevado, por lo que sólo las personas relativamente acomodadas podían frecuentar el establecimiento. Pronto se convirtió en el lugar de baile más de moda de la época, aunque tenía fama de atraer a más extranjeros en busca de "caras bonitas" que a parisinos.   El jardín tenía fama de ser un lugar de encuentro entre caballeros y prostitutas.  La polka fue introducida allí por Élise Rosita Sergent, conocida como la reine Pomaré, y Élisabeth-Céleste Vénard, conocida como "Céleste Mogador",  y se dice que allí se inventó el can-can. Otros bailarines destacados que actuaron allí durante la época del Segundo Imperio fueron Rigolboche y Rosalba. En 1870, durante el asedio de París en el marco de la guerra franco-prusiana, el Bal Mabille fue alcanzado por obuses.  Durante la Tercera República, hubo un campo de tiro y una orquesta de cincuenta músicos dirigida por Olivier Métra.
Cerró en 1875 y fue demolido en 1882. 

## En la literatura y la cultura popular

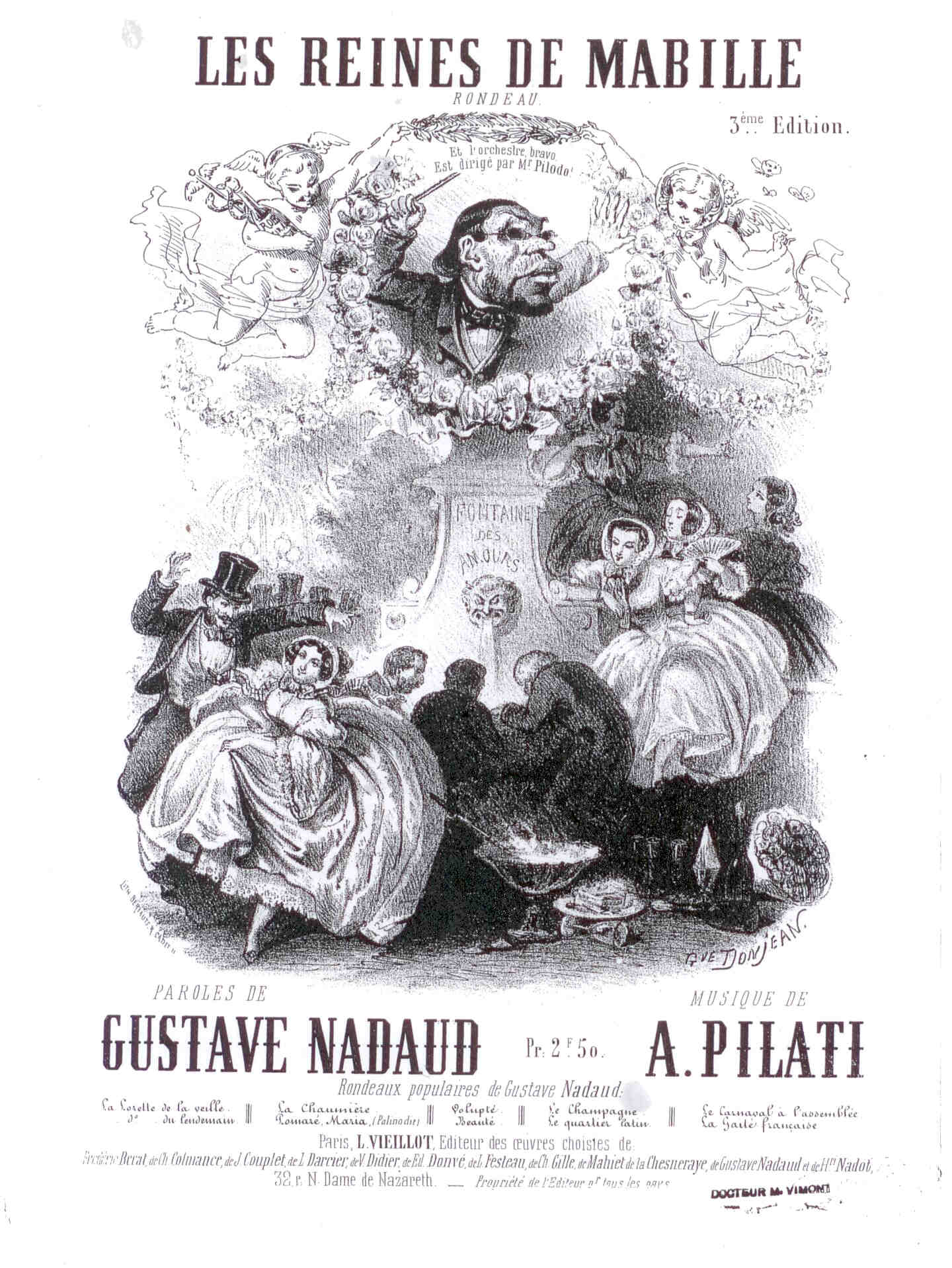
Portada de la partitura de "Les reines de Mabille", canción sobre el Bal Mabille compuesta por A. Pilati, con letra de Gustave Nadaud

Balzac menciona el Bal Mabille varias veces en La Comedia humana como un lugar frecuentado por el tipo de prostituta conocida en ese momento como lorette,  y un poema de Louis Aragon contiene la línea "Le secret de Paris n'est pas au bal Mabille" - "El secreto de París no está en el Bal Mabille". 
Gustave Nadaud escribió la letra de una canción llamada "Les reines de Mabille" (Las reinas de Mabille), con música de A. Pilati. En una reescritura de 1942 de la opereta Les cent vierges (Las cien vírgenes) de Charles Lecocq de 1872, es el escenario del primer acto, que incluye una canción sobre el enlatado de latas allí.  ES citado en el folletón Los misterios de París, de Eugène Sue.
En "La ninfa del bosque: Historia de la exposición de París de 1867", de Hans Christian Andersen, el personaje principal queda asombrado por el jardín "Mabile" y se une al baile salvaje. 
En el primer acto de la famosa ópera La Bohème de Puccini, ambientada en París durante la década de 1840, el personaje Marcello le dice a su casero, Benoît, que lo ha visto en el "Mabil" cometiendo un "pecado de amor".
Mark Twain describe una breve visita en su libro The Innocents Abroad .